# Erlom Ajvlediani
Erlom Akhvlediani (en georgiano ერლომ ახვლედიანი; Tiflis, 23 de noviembre de 1933 - Moscú, 20 de marzo de 2012) fue un novelista y guionista georgiano.

## Biografía
Erlom Ajvlediani se graduó de la Universidad Estatal de Tiflis, facultad de Historia, en 1957. Cursó estudios de educación superior en el Instituto Estatal de Cinematografía en Moscú. 
En 1959-1960 trabajó como inspector de la Sociedad para la Protección de Monumentos Culturales.
Fue también profesor principal del Instituto de Teatro Estatal de Tiflis en dos períodos (1982-1987 y 1995-1999).
Entre 1962 y 1999, escribió los guiones de diecinueve películas y protagonizó cuatro filmes. De 1965 a 1992 fue miembro del Comité de guiones de los estudios Kartuli Pilmi.

## Obra
Junto a la producción de guiones cinematográficos, Erlom Ajvlediani es autor de tres novelas y numerosos cuentos,  considerados ya como clásicos georgianos. Recibió el Premio Estatal de la Unión Soviética así como varios galardones literarios, entre ellos el premio literario SABA en 2011 a la mejor novela por su obra Mosquito en la ciudad (კოღო ქალაქში). Esta es una novela filosófica sobre las preocupaciones de la vida: el mosquito es una metáfora del ser humano en un mundo desconocido. El autor lo representa como un insecto humanizado, al mismo tiempo que lo compara con Eros, el dios del amor. La narración, escrita en un estilo minimalista, está llena de paradojas, combinando imaginación y realidad.
Las obras de Ajvlediani han sido traducidas y publicadas en inglés, alemán, ruso, armenio, checo, húngaro y árabe.